# Ajaokuta

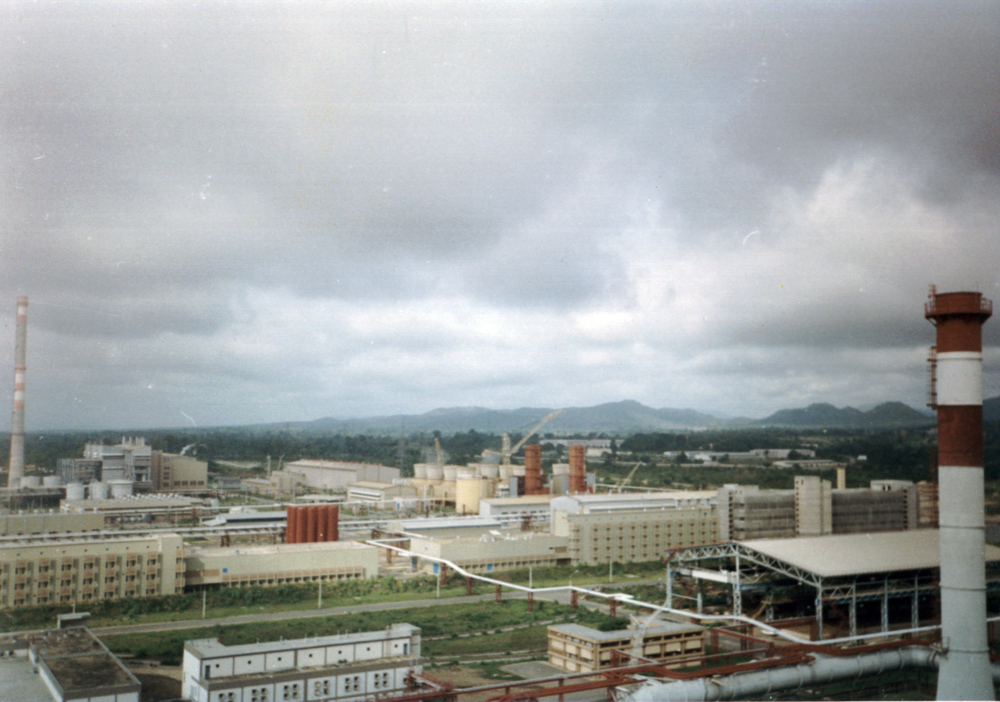
Ajaokuta Steel Rolling Mill

Ajaokuta é uma cidade no estado Kogi, centro-sul da Nigéria, no banco do Rio Níger.

## Visão geral
Em 2008 Ajaokuta teve uma população prevista de 16,039.
Está localizada aproximadamente em 7° 33′ 22″ N, 6° 39′ 18″ Lnuma elevação de 54 m,
e é a sede da multi-bilionária Ajaokuta Steel Rolling Mill.

## Transporte
Não é até agora ligada à principal rede ferroviária da Nigéria, exceto por via fluvial. Uma estrada de ferro isolada bitola padrão conecta as usinas siderúrgicas à sua fonte de minério de ferro em Itakpe. Uma ligação desta ferrovia para o porto de Warri está inacabada.